# Salug
Salug (Bayan ng Salug) är en kommun i Filippinerna. Kommunen ligger på ön Mindanao, och tillhör provinsen Zamboanga del Norte. Folkmängden uppgår till 19 550 invånare.

## Barangayer
Salug är indelat i 23 barangayer.
| - Bacong - Balakan - Binoni - Calucap - Canawan - Caracol - Danao - Dinoan - Dipolod - Fatima (Pogan) - Ipilan - Lanawan | - Liguac - Lipakan - Mucas - Pacuhan - Poblacion (Salug) - Poblacion East - Pukay - Ramon Magsaysay - Santo Niño - Tambalang - Tapalan |